# Getting Away With Murder
Getting Away With Murder es el tercer álbum a través de una discográfica multinacional del grupo de rock californiano Papa Roach. Su lanzamiento fue el 31 de agosto del 2004, alcanzando el disco de platino en los Estados Unidos, vendiendo más de 1,14 millones de copias, y disco de oro en Canadá. Alcanzó el puesto n.º 16 en el Billboard 200. La discográfica Dreamworks Records fue vendida a la Geffen, haciendo este álbum el primero de la banda en este sello.

## Lista de canciones
| N.º | Título                      | Duración |  |
| 1.  | «Blood (Empty Promises)»    | 2:55     |  |
| 2.  | «Not Listening»             | 3:09     |  |
| 3.  | «Stop Looking Start Seeing» | 3:08     |  |
| 4.  | «Take Me»                   | 3:26     |  |
| 5.  | «Getting Away With Murder»  | 3:12     |  |
| 6.  | «Be Free»                   | 3:17     |  |
| 7.  | «Done with You»             | 2:52     |  |
| 8.  | «Scars»                     | 3:28     |  |
| 9.  | «Sometimes»                 | 3:07     |  |
| 10. | «Blanket of Fear»           | 3:21     |  |
| 11. | «Tyranny of Normality»      | 2:40     |  |
| 12. | «Do or Die»                 | 3:25     |  |

Bonus Tracks

| N.º | Título                      | Escritor(es)                        | Duración |  |
| 13. | «Harder Than a Coffin Nail» | Shaddix, Esperance, Buckner, Horton | 3:28     |  |
| 14. | «Caught Dead»               | Shaddix, Esperance, Buckner, Horton | 3:04     |  |
| 15. | «Take Me» (Live)            |                                     | 3:29     |  |

Original Lista de canciones

| N.º | Título                                                | Duración |  |
| 1.  | «Not Listening»                                       | 3:09     |  |
| 2.  | «Take Me»                                             | 3:26     |  |
| 3.  | «Getting Away with Murder»                            | 3:12     |  |
| 4.  | «Scars»                                               | 3:28     |  |
| 5.  | «Be Free»                                             | 3:17     |  |
| 6.  | «Visions» (retitled "Do or Die")                      | 3:21     |  |
| 7.  | «Done with You»                                       | 2:52     |  |
| 8.  | «Blood (Empty Promises)»                              | 2:55     |  |
| 9.  | «Just Go»                                             | 2:56     |  |
| 10. | «These Walls» (retitled "Stop Looking, Start Seeing") | 3:07     |  |
| 11. | «Sometimes»                                           | 3:07     |  |
| 12. | «Tyranny of Normality»                                | 2:40     |  |

## Certificaciones
| País           | Organismo certificador | Certificación | Ventas  | Ref.  |
| -------------- | ---------------------- | ------------- | ------- | ----- |
| Canadá         | CRIA                   | Oro           | 50 000  | [ 1 ] |
| Estados Unidos | RIAA                   | Platino       | 1 000   | [ 2 ] |
| Reino Unido    | BPI                    | Plata         | 200 000 | [ 3 ] |

## Créditos

### Artistas
- Jacoby Shaddix - Vocalista
- Jerry Horton - Guitarrista, Coros, Fotografía, Dirección de arte
- Dave Buckner - Baterista, Coros, Dirección de arte
- Tobin Esperance - Bajista, Guitarrista, Coros

### Técnicos
- Keith Nelson - Guitarra
- Mike Plotnikoff - Ingeniero, Edición digital, Mezclador
- Olaf Heine - Fotografía
- Michael Knight - Fotografía
- Graham Martin - Coordinación artística
- Ron Handler - A&R
- Eric Miller - Ingeniero, Edición Digital
- Greg Patterson - Productor, Dirección de arte, Diseño gráfico
- Tim Mardesich - Edición
- Tony Minter - Edición
- Dave Rau - Fotografía
- Lisa Sweet - Fotografía
- Chris Lord-Alge - Mezclador
- Howard Benson - Teclados, Productor, Programación
- Paul DeCarli - Programación, Edición digital
- Ted Jensen - Masterizado

## Trivia
- Hay dos versiones del álbum: Una limpia y otra censurada. La censurada no lo está tanto, ya que se dejan algunas groserías.
- La música fue usada en el juego MechAssault 2: Lone Wolf.
- "Not Listening" es incluida en el EA Trax del juego NASCAR Chase For The Cup 2005, también fue la música del tráiler de "Resident Evil: Apocalypse" y parte del soundtrack del videojuego Gran Turismo 4.
- "Done With You" fue incluida en el videojuego de béisbol MLB 2006.
- "Getting Away With Murder" fue incluida en el videojuego de carreras MX vs. ATV Unleashed.
- "Getting Away With Murder" fue utilizada en un episodio de "CSI Miami".